# Bernard Munster
Bernard Munster, né le 14 septembre 1961, est un pilote  de rallye belge, vainqueur du Championnat de Belgique des rallyes en 1995 sur une Renault Clio Maxi, préparée par M.I., la société de son compatriote William Plas, lui-même Champion de Belgique en 1974 (Munster étant encore 3e du championnat D1 en 2003).

## Biographie
Sa carrière en compétition automobile s'est étalée de 1983 à 2006, soit près d'un quart de siècle, incluant 28 épreuves admises en comptabilité ECR (points pour le championnat d'Europe).
Munster a également disputé 5 épreuves du calendrier mondial WRC.
Ses deux principaux copilotes ont été Jean-François Elst (1994 - 1997), et André Leyh (2001 - 2003).
En fin d'activité, il pilotait sur Subaru Impreza 555, après ses succès pour Renault.

## Palmarès

### 3 victoires en championnat d'Europe (ERC)
- 1997: Critérium Jurassien;
- 1998: Circuit des Ardennes;
- 1999: Boucles de Spa;

### 3 autres podiums européens
- 2e des boucles de Spa en 2002;
- 3e du rallye du Condroz-Huy en 1999;
- 3e des boucles de Spa en 2003.